# Leevan Sands
Leevan Sands (Nassau, 16 de agosto de 1981) é um atleta das Bahamas.
Em 2006, ficou seis meses suspenso por doping, após ter sido encontrada a substância levometanfetamina.
Seu melhor salto foi de 17,59 metros, conseguido nos Jogos Olímpicos de Verão de 2008.